# Monofora

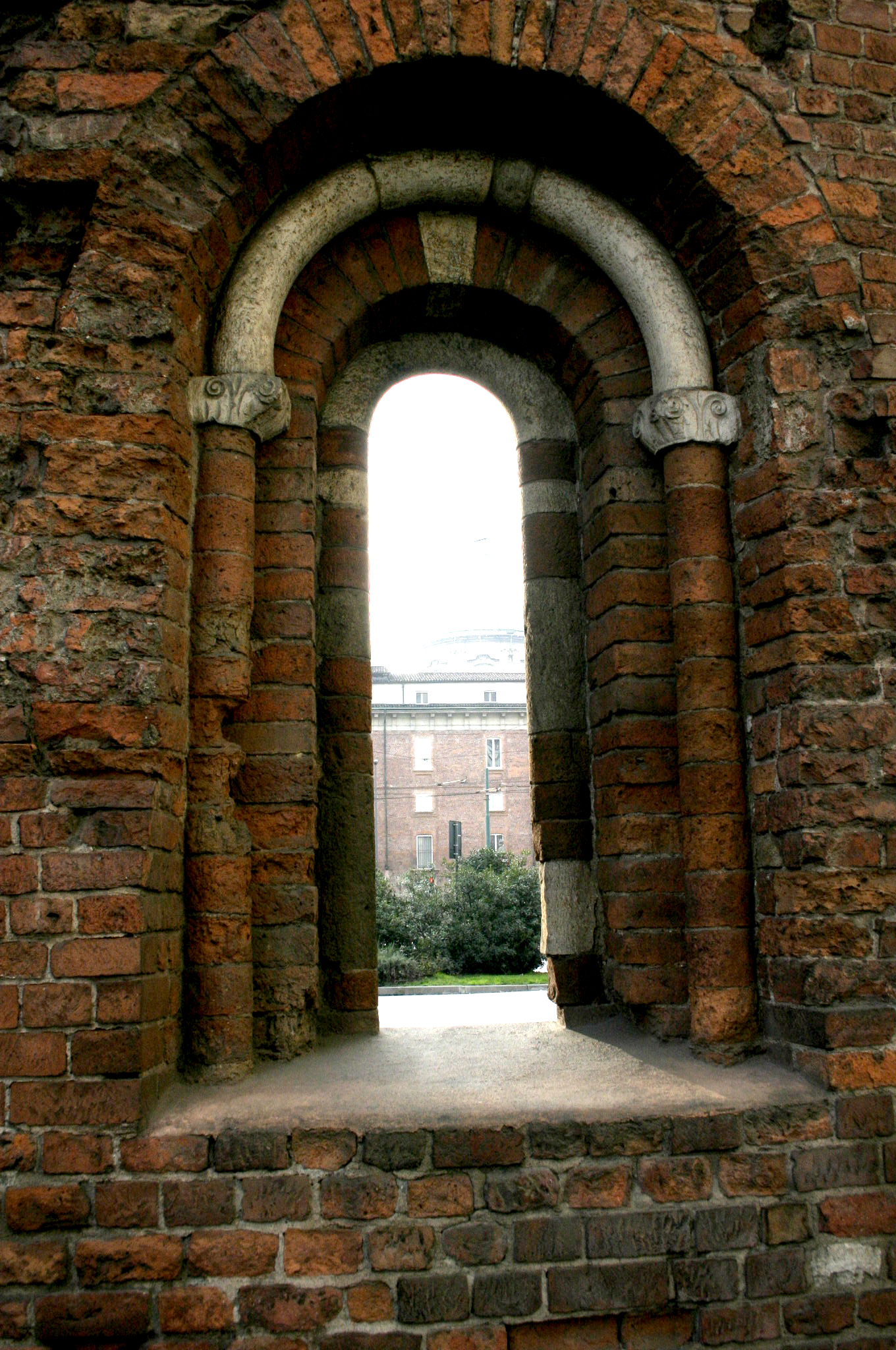
Una monofora in Piazza Missori, Milano

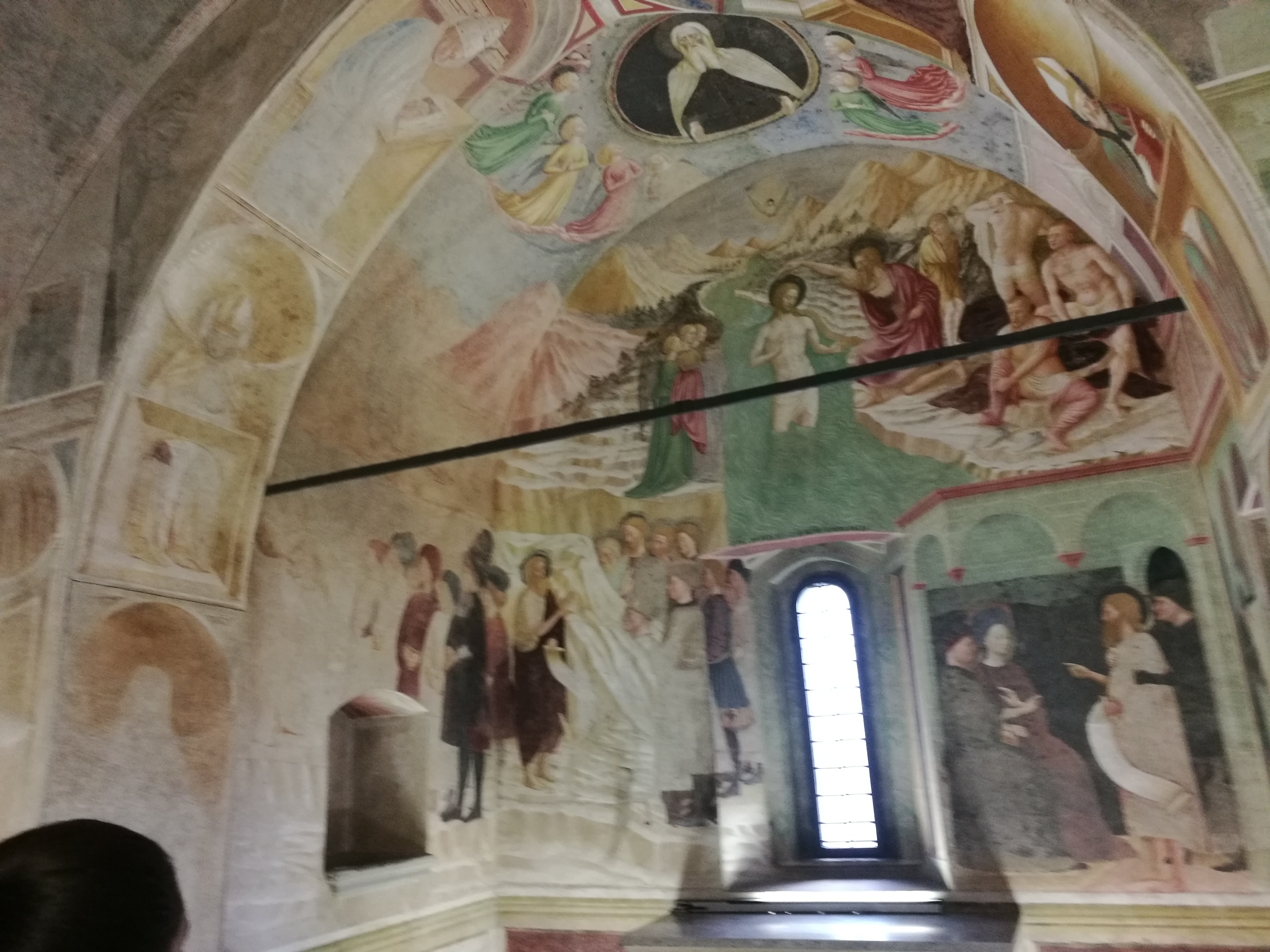
Una delle Monofore del Battistero di Castiglione Olona (Varese) con affreschi di Masolino da Panicale del 1435

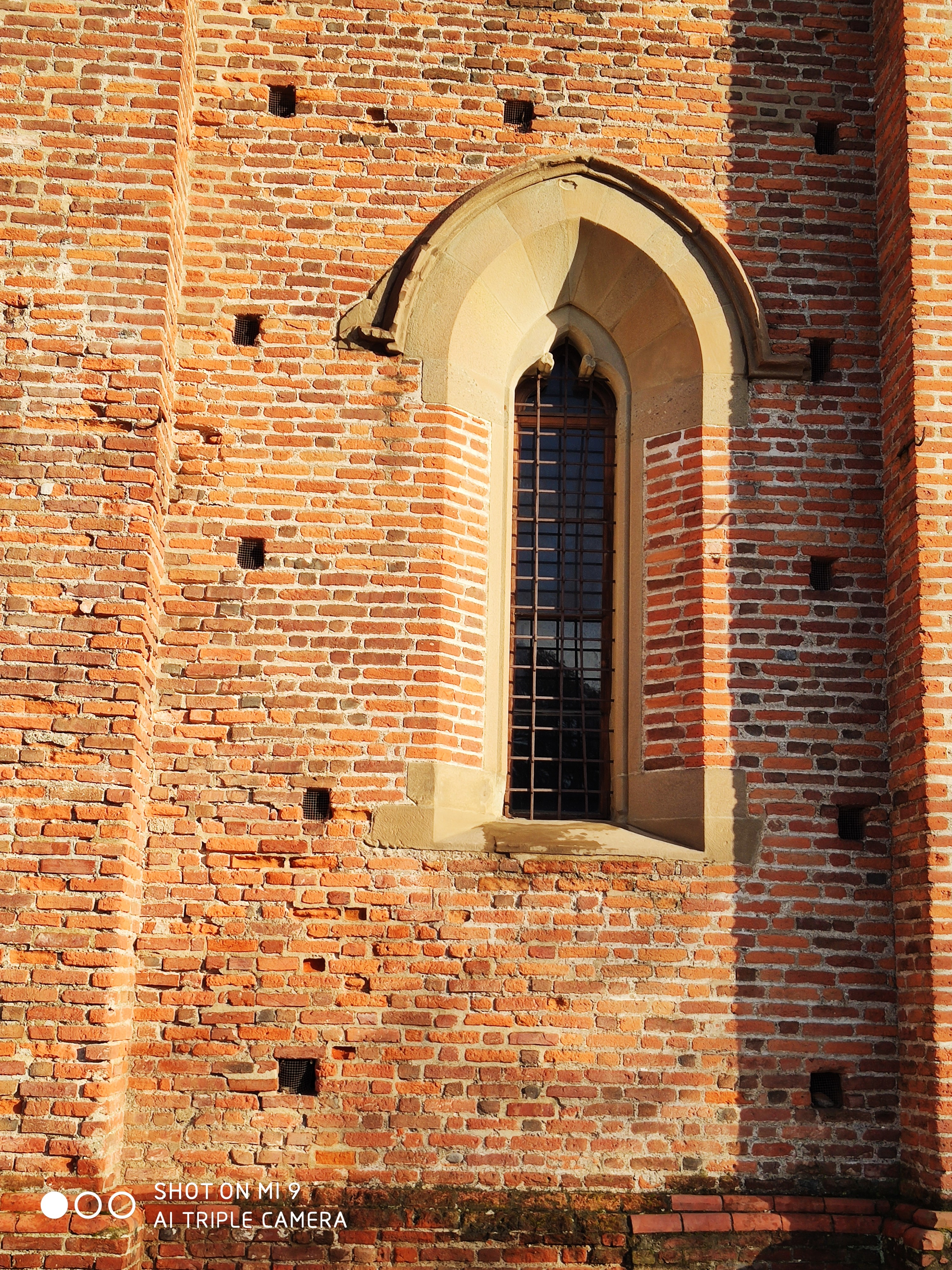
Monofora in mattoni contornata in pietra molera (cave di Malnate e Cagno) della facciata della Collegiata di Castiglione Olona (varese).1425

La monòfora è un tipo di finestra sormontata da un arco con una sola apertura, solitamente stretta.
Ha senso parlare di monofora solo in contrapposizione alle bifore o ad altre aperture simili, o comunque solo nel periodo di diffusione di tali forme architettoniche, quindi dal periodo romanico al gotico, dall'epoca rinascimentale, fino al periodo del revival  o eclettico dell'Ottocento. Altrimenti si parla di finestra centinata.